# Anju Bobby George
Anju Bobby George (Changanassery, 19 aprile 1977) è un'ex lunghista indiana.

## Palmarès
| Anno | Manifestazione             | Sede       | Evento         | Risultato | Prestazione | Note |
| ---- | -------------------------- | ---------- | -------------- | --------- | ----------- | ---- |
| 2002 | Giochi del Commonwealth    | Manchester | Salto in lungo | Bronzo    | 6,49 m      |      |
| 2002 | Giochi asiatici            | Busan      | Salto in lungo | Oro       | 6,53 m      |      |
| 2003 | Mondiali indoor            | Birmingham | Salto in lungo | 7ª        | 6,40 m      |      |
| 2003 | Mondiali                   | Parigi     | Salto in lungo | Bronzo    | 6,70 m      |      |
| 2004 | Giochi olimpici            | Atene      | Salto in lungo | 5ª        | 6,83 m      |      |
| 2005 | Mondiali                   | Helsinki   | Salto in lungo | 4ª        | 6,66 m      |      |
| 2005 | Campionati asiatici        | Incheon    | Salto in lungo | Oro       | 6,66 m      |      |
| 2006 | Campionati asiatici indoor | Pattaya    | Salto in lungo | Argento   | 6,32 m      |      |
| 2006 | Giochi del Commonwealth    | Melbourne  | Salto in lungo | 6ª        | 6,54 m      |      |
| 2006 | Giochi asiatici            | Doha       | Salto in lungo | Argento   | 6,52 m      |      |
| 2007 | Campionati asiatici        | Amman      | Salto in lungo | Argento   | 6,65 m      |      |
| 2007 | Mondiali                   | Osaka      | Salto in lungo | 9ª        | 6,53 m      |      |
| 2008 | Campionati asiatici indoor | Doha       | Salto in lungo | Argento   | 6,38 m      |      |

### World Final
- 1 medaglia:
  - 1 oro (Monte Carlo 2005)